# Elaver vulnerata
Elaver vulnerata är en spindelart som först beskrevs av Kraus 1955.  Elaver vulnerata ingår i släktet Elaver och familjen säckspindlar.
Artens utbredningsområde är El Salvador. Inga underarter finns listade i Catalogue of Life.